# Stazione di Higashi-Moro
La stazione di Higashi-Moro (東毛呂駅?, Kakakado-eki) è una stazione ferroviaria della cittadina di Moroyama, nella prefettura di Saitama in Giappone, ed è servita dalla linea Tōbu Ogose, diramazione della linea Tōbu Tōjō delle Ferrovie Tōbu.

## Linee
Ferrovie Tōbu
● Linea Tōbu Ogose

## Struttura
La stazione è dotata di un marciapiede a isola con due binari passanti in superficie. Fra questa stazione e quella di Bushū-Nagase i binari sono raddoppiati.
| 1 | ● Linea Tōbu Ogose | per Ogose  |
| 2 | ● Linea Tōbu Ogose | per Sakado |

## Stazioni adiacenti
| «            | Servizio    | »              |
| Linea Ogose  | Linea Ogose | Linea Ogose    |
| ------------ | ----------- | -------------- |
| Bushū-Nagase | Locale      | Bushū-Karasawa |